# Orbital (альбом)
Orbital – дебютний альбом гурту Orbital, який вийшов у 1991 році. Реліз ще називають Green Album, щоб відрізняти його від другого альбому групи, який також називається Orbital (відомого як Brown Album).

## Альбом
Оригінальний європейський реліз включає в себе лайв-версії "Chime" та "Midnight". У 1992 році альбом Orbital був випущений у США з іншою обкладинкою та треками, включаючи ремікси, яких не було для європейської версії. Усі композиції на альбомі для США також пройшли ремастеринг за допомогою програми Bedini Audio Spectral Enhancer (B.A.S.E.), щоб покращити їх стереофонічні ефекти.

### Велика Британія та Європа
1. "The Moebius" – 7:01
2. "Speed Freak" – 7:16
3. "Oolaa" – 6:21
4. "Desert Storm" – 12:05
5. "Fahrenheit 303" – 8:24
6. "Steel Cube Idolatry" – 6:34
7. "High Rise" – 8:24
8. "Chime" (Live) – 5:56
9. "Midnight" (Live) – 6:53
10. "Belfast" – 8:06
11. "I Think It's Disgusting" (Outro) – 0:51

Альтернативний список композицій
Кожен формат (LP, CD та касета) має трек, якого немає у іншому. Композиція «I Think It's Disgusting» з'явилася лише на CD. Трек під назвою "Macro Head" є тільки на вініл-версії, а на касеті вийшла дев'ятихвилинна композиція "Untitled" між треками "High Rise" та "Chime (Live)". Дизайн обкладинки був змінений для ідентифікації формату: на червоному колі є відповідний напис LP, CD та cassette.

### Сполучені Штати
1. "Belfast" – 8:06
2. "The Moebius" – 7:01
3. "Speed Freak" (Moby Remix) – 5:40
4. "Fahrenheit 3D3" – 7:04
5. "Desert Storm" – 12:05
6. "Oolaa" – 6:21
7. "Chime" – 8:01
8. "Satan" – 6:44
9. "Choice" – 5:30
10. "Midnight" – 5:08
11. "Steel Cube Idolatry" - 6:34 (Cassette bonus not on CD)

## У інших медіа
Композиція "Belfast" є саундтреком до фільму Human Traffic.